# Astragalus pulsiferae
Astragalus pulsiferae är en ärtväxtart som beskrevs av Asa Gray. Astragalus pulsiferae ingår i släktet vedlar, och familjen ärtväxter.

## Underarter
Arten delas in i följande underarter:
- A. p. pulsiferae
- A. p. suksdorfii

## Bildgalleri

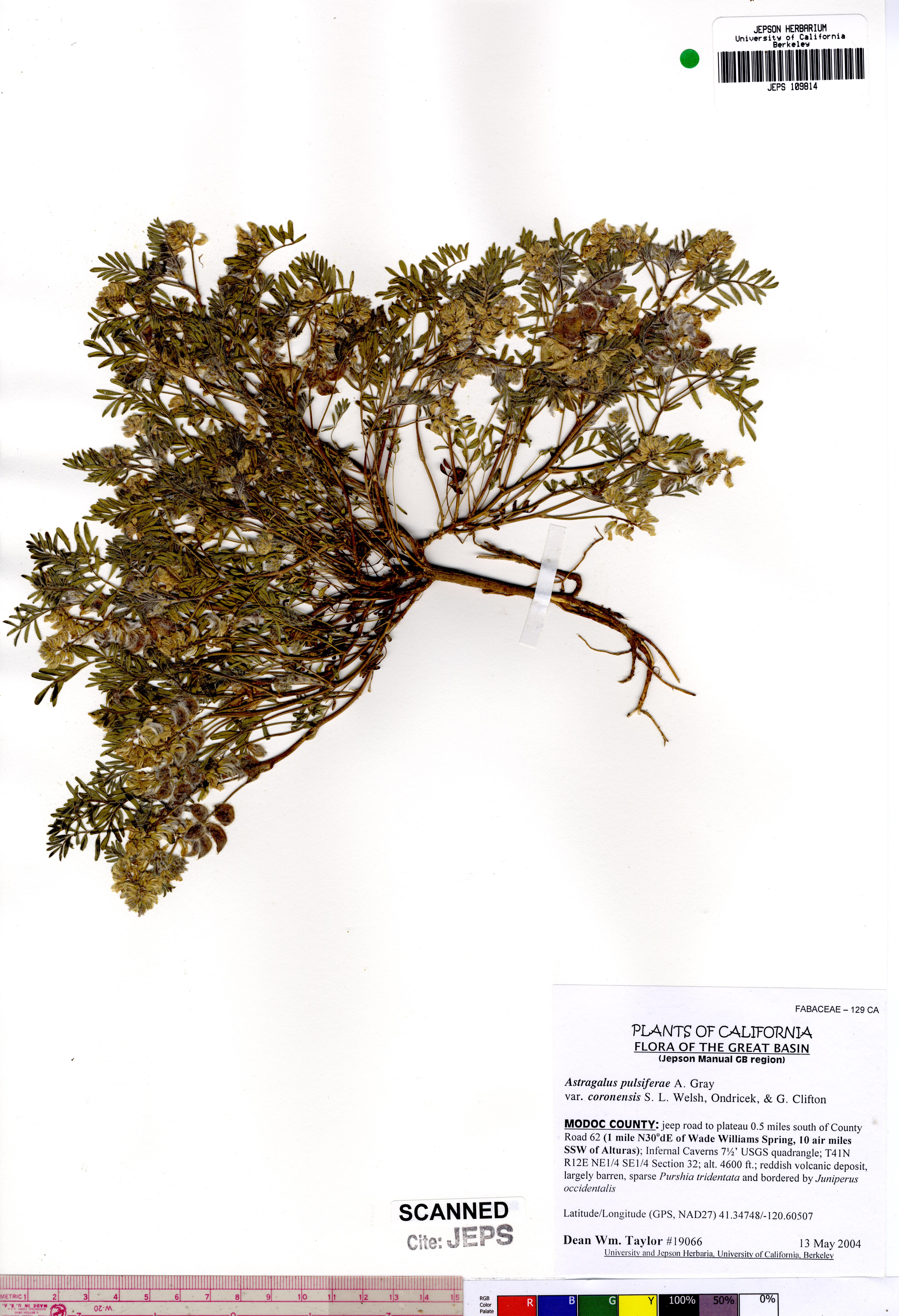